# فقیروالا
فقیروالا (به انگلیسی: Faqirwala) یک منطقهٔ مسکونی در پاکستان است که در پنجاب واقع شده‌است. فقیروالا ۱۳۳ متر بالاتر از سطح دریا واقع شده‌است.